# Jérôme Duquesnoy il Giovane
Jérôme Duquesnoy il Giovane (Bruxelles, 8 maggio 1602 – Gand, 28 settembre 1654) è stato uno scultore e architetto fiammingo.

## Biografia

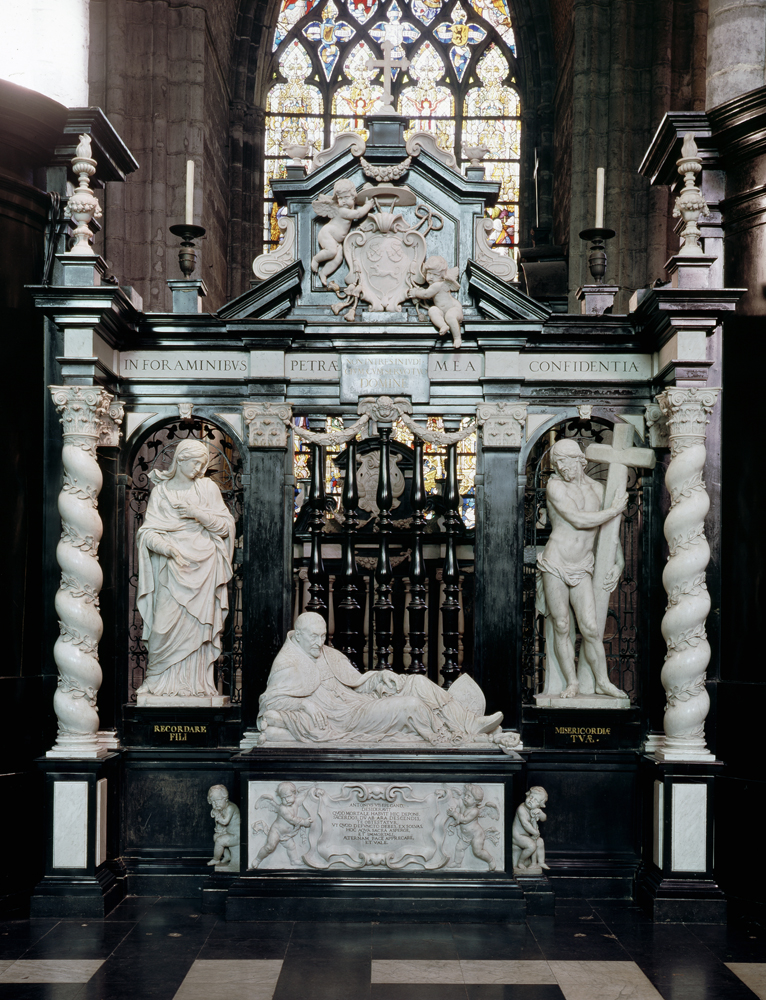
Tomba del vescovo di Gand Antoine Triest nella Cattedrale di San Bavone.

Figlio di Jérôme il Vecchio, scultore di corte dell'arciduca Alberto d'Asburgo, governatore dei Paesi Bassi, apprese l'arte di suo padre e nel 1621 raggiunse a Roma il fratello maggiore François: fu quindi a Madrid, dove lavorò presso la corte di Filippo IV di Spagna, a Firenze, con l'orefice André Ghysels, e poi di nuovo a Roma, dove raggiunse il fratello gravemente malato.
Dopo la morte a Livorno di François nel 1643, Jérôme decise di tornare in patria, dove l'arciduca Leopoldo Guglielmo d'Austria, scelto quale governatore dei Paesi Bassi spagnoli da Filippo IV, lo nominò statuario di corte.
Tra le sue opere maggiori si ricordano le grandi statue degli apostoli Paolo, Tommaso, Bartolomeo e Matteo per la Concattedrale di San Michele e Santa Gudula a Bruxelles; il Cristo in Croce in avorio del Grande beghinaggio di Malines; le statue dei santi dell'Abbazia di San Michele ad Anversa; un Ratto di Ganimede per lo scultore Luc Faid'herbe e la tomba del vescovo di Gand Antoine Triest nella Cattedrale di San Bavone.
Accusato di sodomia da due suoi giovani allievi, venne processato dagli scabini di Gand e condannato a morte: il 28 settembre del 1654 venne legato ad un palo, strangolato ed il suo corpo ridotto in cenere sulla Piazza del grano di Gand.